# Henryk Marecki
Henryk Marecki (ur. 1841 / 1848), zm. 29 maja 1936) – porucznik, weteran powstania styczniowego.
Henryk Marecki urodził się we wsi Przewłoka koło Parczewa na Lubelszczyźnie.

## Życiorys
Po wybuchu powstania wstąpił do oddziału kawalerii Karola Krysińskiego. Brał z nim udział w bitwie pod Sosnowicą i bitwie pod Fajsławicami. W tej bitwie został ranny. Po leczeniu wyruszył ponownie do oddziałów powstańczych. Niestety pod Uścimowem został schwytany przez Rosjan. Przez prawie półtora roku był więziony najpierw w Parczewie, a potem w Radzyniu. W 1866 roku został wcielony do armii rosyjskiej. Służył w oddziale artylerii w Radzyniu. W 1877 roku brał udział w wojnie rosyjsko-tureckiej. 
W 1916 roku pracował jako furman w Snopkowie. W latach dwudziestych XX wieku był dozorcą ogrodu miejskiego w Lublinie.
Po odzyskaniu przez Polskę niepodległości (1918) w okresie II Rzeczypospolitej został awansowany do stopnia podporucznika weterana Wojska Polskiego. W 1929 roku był jednym z pięciu obok Karola Ejbisza, Lucyny Żukowskiej, Feliksa Krukowskiego i Jana Sawańczuka delegatów Komitetu Wsparć Weteranów 1863 roku w Lublinie na obchody Święta Weteranów 1863 w dniach 22-23 września w Poznaniu.
Zmarł 6 lipca w Lublinie, został pochowany w rodzinnym grobowcu na cmentarzu przy ul. Lipowej w Lublinie.
Henryk Marecki był patronem Ośrodka Szkolenia Podoficerów i Operatorów Maszyn Inżynieryjnych w Ełku.